# Печеньга (приток Сити)
Печеньга — река в России, протекает в Харовском районе Вологодской области. Устье реки находится в 21 км по левому берегу реки Сить. Длина реки составляет 18 км.
Исток Печеньги расположен на восточных окраинах деревень Павловская и Афонинская (Сельское поселение Разинское) и в 24 км к северу от Харовска. Всоре после истока на берегах реки деревни Гороховка, Оброчная (левый берег); Тарасовская (правый берег), затем река входит в лес. Генеральное направление течения — юго-запад, крупных притоков нет.
Печеньга впадает в Сить около деревень Стрелица и Козлиха (Сельское поселение Кубенское). В нескольких сотнях метров ниже устья Печеньги в Сить впадают Пундуга и Уненга.
Система водного объекта: Сить → Кубена → Кубенское озеро → Сухона → Северная Двина → Белое море.

## Данные водного реестра
По данным государственного водного реестра России относится к Двинско-Печорскому бассейновому округу, водохозяйственный участок реки — озеро Кубенское и реки Сухона от истока до Кубенского гидроузла, речной подбассейн реки — Сухона. Речной бассейн реки — Северная Двина.
Код объекта в государственном водном реестре — 03020100112103000006051.